# Greenville (Georgia)
Greenville város az Amerikai Egyesült Államok Georgia államában, Meriwether megyében, melynek megyeszékhelye is. Lakosainak száma 794 fő (2020. április 1.).

## Népesség
A település népességének változása:

| 2010 | 876 |
| 2020 | 794 |